# Idukki Gold
La Idukki Gold (en malayalam, ഇടുക്കി ഗോൾഡ്), también conocida como Kerala Gold o Neela Chadayan (നീലച്ചെടയൻ) es el nombre que recibe una variedad de cannabis originaria de Idukki en el estado de Kerala en el sur de la India. Con más de un 8-9% de THC, es reconocida internacionalmente como una de las mejores variedades de cannabis de Asia. Esta es una variedad híbrida con aproximadamente un 80% de aporte genético de variedades indias nativas y alrededor de un 20% de mezcla extranjera, probablemente amsterdanesa. Una película malabar de 2013 llamada Idukki Gold trata de fondo la cuestión de la droga en Kerala y contribuyó a la popularización de la raza homónima.

## Historia
La Idukki Gold se desarrolló en la India durante los años 80, cuando varias cepas de cannabis fueron introducidas en el área de Idukki, en la frontera de Kerala y Tamil Nadu, debido a la inmigración. El clima de los Ghats occidentales era ideal y la nueva variedad de marihuana pronto comenzó a extenderse. 
Más tarde, la cepa recibió el nombre de Idukki Gold. También es conocida en lengua malabar como നീലച്ചെടയൻ Neelachadayan ('rizos azules') o നീലം Neelam ('azul'), debido a su color, un tipo de azul oscuro intenso, similar al azul ultramar. La cepa se cultivó y se vendió por primera vez en varias partes de Kerala y Tamil Nadu. Sin embargo, los barones de la droga pronto encontraron nuevos mercados en el norte de la India y muchos otros países.

### Extinción
A lo largo de los años, se ha producido un descenso gradual de su producción. Esto se debe al continuo agotamiento de los bosques en esa región por la sobrepoblación y la constante interferencia de las fuerzas del orden keralitas y tamiles, ya que la región está cerca de la frontera de ambos estados. Las redadas policiales se dan justo antes de la temporada de cosecha (diciembre), queman todo el producto y esto desalienta a los campesinos a continuar el cultivo. Para 2017, su producción había prácticamente desaparecido, y lo que se vendía como Idukki Gold, era, en realidad, variedades cruzadas.
Actualmente, la plantación ocurre a lo largo de la frontera entre Andhra y Odisha, un área controlada por los naxalitas. No obstante, la calidad de esta cepa, llamada Sheelavathi, es muy inferior.